# Gap
Gap je mesto in občina v jugovzhodni francoski regiji Provansa-Alpe-Azurna obala, prefektura departmaja Hautes-Alpes. Leta 2006 je mesto imelo 37.332 prebivalcev.

## Geografija
Kraj leži v pokrajini Daufineji na desnem bregu reke Luye, na križišču alpskih poti D994 in Route Nationale 85.

## Administracija
Gap je sedež šestih kantonov:
- Kanton Gap-Campagne (del občine Gap, občine La Freissinouse, Manteyer, Pelleautier, Rabou, La Roche-des-Arnauds: 3.758 prebivalcev),
- Kanton Gap-Center (del občine Gap: 7.012 prebivalcev),
- Kanton Gap-Jugovzhod (del občine Gap: 8.622 prebivalcev),
- Kanton Gap-Jugozahod (del občine Gap: 9.350 prebivalcev),
- Kanton Gap-Severovzhod (del občine Gap: 6.184 prebivalcev),
- Kanton Gap-Severozahod (del občine Gap: 3.508 prebivalcev).

Kraj je tudi sedež okrožja, v katerega so poleg njegovih vključeni še kantoni Aspres-sur-Buëch, Barcillonnette, La Bâtie-Neuve, Chorges, Embrun, Laragne-Montéglin, Orcières, Orpierre, Ribiers, Rosans, Saint-Bonnet-en-Champsaur, Saint-Étienne-en-Dévoluy, Saint-Firmin, Savines-le-Lac, Serres, Tallard in Veynes z 89.295 prebivalci.

## Zgodovina
Na ozemlju keltskih plemen Vocontii je bila že leta 125/124 pred našim štetjem ustanovljena rimska provinca Gallia Narbonensis. Prva omemba kraja se pojavi leta 14 pr. n. št. z rimskim taborom, imenovanim Vapincum, umeščenim na poti "via cottia per alpem", ki je povezovala dolino Rone s Torinom. Kot večina krajev v Provansi je bil kraj z izgradnjo zaščitnih okopov pred zavojevalci ustanovljen konec 4. stoletja.
Razvoj trgovine in rokodelstva v kraju se je začel s prihodom in umestitvijo papežev v Avignonu v 14. stoletju. Obdobje verskih vojn ni prizaneslo kraju in celotni pokrajini. Tako je leta 1692 savojska vojska pri umikanju požgala večino hiš v kraju. S francosko revolucijo je leta 1790 Gap postal prefektura novoustanovljenega departmaja Hautes-Alpes. Leta 1802 je Gap z izgradnjo in modernizacijo cest doživel silen razmah. Po zapustitvi otoka Elbe se je Napoleon Bonaparte februarja 1815 s svojimi spremljevalci ustavil v Gapu, kjer je v tem času natiskal več tisoč kopij svojega Razglasa.

## Zanimivosti
- Katedrala Notre-Dame-et-Saint-Arnoux, zgrajena v letih 1866-1904 v neogotskem stilu, je nadomestila nekdanjo srednjeveško katedralo; francoski zgodovinski spomenik,
- pokrajinski muzej,
- dvorec Le Domaine de Charance iz 16. stoletja, z istoimenskim jezerom.

## Pobratena mesta
- Pignerol (Piemont, Italija)
- Traunstein, (Bavarska, Nemčija).